# Inštitut za sistematično teologijo Teološke fakultete v Ljubljani
Inštitut za sistematično teologijo je znanstveno-raziskovalni inštitut, ki deluje v okviru Teološke fakultete Univerze v Ljubljani.
Predstojnik inštituta je bil zasl. prof. dr. Ciril Sorč.